# Джо Холдеман
Джо Уилям Холдеман (на английски: Joe William Haldeman) е американски писател на научна фантастика. Той е брат на Джак Холдеман.

## Биография и творчество
Роден е в Оклахома Сити, но като пътува заедно с родителите си и е живял в Пуерто Рико, Ню Орлеанс, Вашингтон, Бетезда, Мериленд и Анкъридж, Аляска. Джо Холдеман се дипломира като бакалавър по физика и астрономия от университета в щат Мериленд през 1967. След това е мобилизиран в армията и служи като боен инженер във Виетнам, където е ранен. През 1975 г. завършва изящни изкуства в университета в щат Айова и през 1972 г. излиза романът му „War Years“, който отчасти е автобиографичен. Голяма популярност получава след публикацията на романа „Вечната война“, който е носител на награди Небюла и Хюго.
Джо Холдеман, заедно с Грегъри Бенфорд и Лари Нивън оформя „твърдата линия“ в научната фантастика в САЩ.
Холдеман живее в Кеймбридж Масачузетс и преподава в Масачузетския технологичен институт.

### Вечната война
- The Forever War (1974) – носител на награда Небюла за 1975 г. и Хюго, и Локус за 1976 г.
 Вечната война, изд. „Офир“ (1994), прев. Тинко Трифонов
- Forever peace (1997) – носител на награда Хюго, Небюла и Джон Кемпбъл за 1998 г.
Вечният мир, изд. „Офир“ (1999), прев.
- Forever Free (1999)

### Attar the Merman
- Attar's Revenge (1975) – под псевдонима Robert Graham
- War of Nerves (1975) – под псевдонима Robert Graham

### Worlds series
- Worlds (1981)
- Worlds Apart (1983)
- Worlds Enough and Time (1992)

### Mars series
- Marsbound (2008)
- Starbound (2010)
- Earthbound (2011)

### Други
- War Year (1972)
- Mindbridge (1976) – номинирана за награда Хюго
- Study War No More (1977) – сборник разкази, редактиран от Холдеман, включващ и два негови разказа
- Planet of Judgment (1977) – Star Trek роман
- All My Sins Remembered (1977)
- Infinite Dreams (1978) – сборник разкази
- World Without End (1979) – Star Trek роман
- There is No Darkness (1983) – в съавторство с Джак Холдеман
- Dealing in Futures]] (1985) – сборник разкази
- Seasons
- Tool of the Trade (1987)
- Buying Time (1989) – публикувана във Великобритания под името The Long Habit of Living
- The Hemingway Hoax (1990)
- Vietnam and Other Alien Worlds (1993) – сборник
- 1968 (1995)
- None So Blind (1996) – сборник разкази
- Saul's Death and Other Poems (1997) – поезия
- The Coming (2000)
- Guardian (2002)
- Camouflage (2004) – носител на награда Небюла за 2005 г.
Камуфлаж, ИК „Бард“, София (2008), прев. Юлиян Стойнов
- Old Twentieth (2005)
- War Stories (2006) – сборник разкази
- A Separate War and Other Stories (2006) – сборник разкази
- The Accidental Time Machine (2007)